# Val Müstair
Val Müstair je občina v okraju Engiadina Bassa / Val Müstair, v švicarskem kantonu Graubünden. Nastala je 1. januarja 2009 z združitvijo krajev Tschierv, Fuldera, Lü, Valchava, Santa Maria Val Müstair in Müstair.
Občina Val Müstair ima okoli 1.500 prebivalcev.

## Geografija
Val Müstair (nemško Münstertal, italijansko Val Monastero) je gorska dolina v švicarskih Alpah. Povezuje prelaz Fuorn (2149 m) z italijansko pokrajino Južna Tirolska in dolino Vinšgau (Vinschgau - 914 m).
Benediktinski samostan sv. Janeza v Müstairu je kraj na seznamu UNESCO-ve svetovne dediščine in ga je verjetno ustanovil Karel Veliki ter si deli zgodovino s svojo sosedo, opatijo Marienberg.
Najpomembnejše vasi v Val Müstair so: Tschierv (1660 m), Valchava (1412 m), Sta. Maria (1375 m), Müstair (1247 m) (vse v Švici) in Taufers im Münstertal na Južnem Tirolskem. Ni drugih naseljenih povezanih dolin, vendar obstaja cesta čez prelaz Umbrail (in prelaz Stelvio), ki je povezan s krajem Sta. Maria.
Največji del doline je del švicarskega kantona Graubünden. Majhen del leži v italijanski pokrajini Južna Tirolska. Meja se nahaja na približno 1245 metrov med Müstairom (1247 m) in Taufers im Münstertal (1240 m).
Reka v dolini je Rom (Il Rom ali Rombach).

## Poimenovanja
V nasprotju s skupnim pojmom, kje je začetek doline kot zgornja dolina in konec kot spodnja dolina, so v Val Müstair te označene kot notranja in zunanja. To se pogosto kaže v imenih lokacij.
Dolina je tradicionalno razdeljen na tri tretjine:
- Terzal d'Aint (notranja tretjina) s kraji Tschierv, Fuldera in Lü
- Terzal d'Immez (srednja tretjina) s kraji Valchava in Sta. Maria
- Terzal d'Oura (zunanja tretjina) s krajem Müstair

Ta delitev ustreza prvim trem planotam, ki se pojavljajo v švicarskem delu doline.

## Jezik
Večina prebivalstva v novi občini govori retoromanščino, z veliko nemško govorečo manjšino.

## Dediščina državnega pomena
Benediktinski samostan svetega Janeza je švicarski spomenik državnega pomena in na Unescovem seznamu svetovne dediščine. 

## Podnebje
Vas Müstair ima v povprečju 86,7 dni dežja na leto in v povprečju prejme 690 mm padavin. Najbolj moker mesec je avgust, v tem času Müstair prejme povprečno 86 mm padavin. V tem mesecu je padavin v povprečju 9,3 dni. Mesec z največ padavinami je maj, s povprečjem 10 dni, vendar s samo 80 mm. Najbolj suh mesec v letu je februar s povprečno 33 mm padavin in 9,3 dnevi. 
Vas Sta. Maria Val Müstair, ki leži na višji nadmorski višini ima v povprečju 94,6 dni dežja na leto in v povprečju prejme 801 mm padavin.

## Turizem
Naselja so izhodišča za več lepih pohodnih poti tako poleti kot pozimi, v hribe ali po dolini. Jeseni 2009 - Mednarodno leto astronomije - je bil odprt nov javni observatorij Alpine Astrovillage Lü-Stailas. Center je opremljen z vrhunskim robotskim teleskopom za neposredno opazovanje, kot tudi za astrofotografijo. Oprema se uporablja tudi za uvodne tečaje amaterskih astronomov. Astrovillage se nahaja na terasi na višini 2.000 m. 